# Bjärges/Nickarve
Bjärges och Nickarve is een plaats in de gemeente, landschap en eiland Gotland en de provincie Gotlands län in Zweden. De plaats heeft 128 inwoners (2005) en een oppervlakte van 38 hectare.